# Glaurung
Glaurung var J.R.R. Tolkiens första drake i hans berättelser om Midgård.
Glaurung var en av de mäktigaste drakarna i Morgoths tjänst. Han kallades för många saker, bland annat Glaurung bedragaren, Glaurung den gyllene, Glaurung girighetsormen och Glaurung drakarnas fader. Han var en vinglös best som sprutade eld från sin mun. Glaurung gjorde många hemska saker under den Första Åldern men kom till slut att dödas av Túrin efter att han huggit honom med svärdet Gurthang.